# Laura Imbruglia
Laura Imbruglia (* 15. Juni 1983 in Sydney) ist eine australische Folk-Rock-Sängerin und Gitarristin. Sie ist eine jüngere Schwester der international bekannten Popsängerin Natalie Imbruglia.

## Leistungen
Imbruglia veröffentlichte im September 2003 ihre erste EP mit dem Namen It Makes a Crunchy Noise. Schon vorher hatte sie als Livekünstlerin für positive Resonanz gesorgt und trat – manchmal mit Band, manchmal als Solokünstlerin – nicht nur in eigenen Konzerten, sondern auch auf diversen australischen Festivals auf. 2003 war sie in Australien zusammen mit dem kanadischen Duo Tegan & Sara auf Tour.
Ende Dezember 2005 folgte dann die Singleauskopplung My Dream of a Magical Washing Machine aus ihrem ersten Album, das nach einigen Verzögerungen am 14. Oktober 2006 erschien und nach ihr selbst benannt ist. Als zweite Singleauskopplung parallel zum Erscheinen des Albums kam der Song Tear Ducts auf den Markt. 2007 erschien ihr Debütalbum auch in Deutschland. 2010 veröffentlichte Imbruglia das Nachfolgealbum „The Lighter Side of…“. Am 7. Juni 2013 folgte das Album What A Treat.

## Touring
Nachdem Imbruglia bis 2007 nur in Australien getourt war, kündigte sie im August 2007 eine kleine Europatournee an, die sie im September und Oktober 2007 unter anderem nach Deutschland, England und Dänemark führte. Weitere Europatermine durch Deutschland, Österreich und die Schweiz folgten im Frühjahr 2008.

## Videos
Zu einigen ihrer Songs ließ Imbruglia Promotionvideos produzieren:
- 2005: „My Dream of a Magical Washing Machine“
- 2005: „I Wanna Throw Stones“
- 2006: „Tear Ducts“
- 2007: „Looking For A Rabbit“
- 2010: „I Wanna Be Your Girlfriend“

## Diskografie
- 2002 Sampler „Homebake Vol.6“ (Song: „Head Shrink“)
- 2003 EP „It Makes A Crunchy Noise“
- 2005 Single „My Dream of a Magical Washing Machine“
- 2006 Album „Laura Imbruglia“
- 2010 Album „The Lighter Side of...“
- 2013 Album „What A Treat“